# Ernesto Gómez Cruz
Ernesto Gómez Cruz (Veracruz, 7 de noviembre de 1933-Ciudad de México, 6 de abril de 2024), registrado al nacer como Ernesto Celedonio Gómez Cruz, fue un actor mexicano. Siendo muy joven y apenas con estudios primarios, se trasladó a la Ciudad de México, donde estudió becado en el Instituto Nacional de Bellas Artes. Impresionante en sus múltiples interpretaciones, sobresaliendo en su debut con el personaje del Azteca y en la interpretación excelsa del Obispo en El crimen del padre Amaro.

## Trayectoria
En sus inicios, comenzó como fotógrafo en su natal Veracruz, donde conoció a un amigo que lo invitó a estudiar arte dramático. En sus apuntes del ayer, menciona que deseaba ser cantante, pero su timidez y falta de preparación lo orillaron a abandonar este camino.
Su primera interpretación fue en 1967, en la película Los caifanes de Juan Ibáñez, donde actuó al lado de los entonces noveles actores Julissa, el también cantante Oscar Chávez, Eduardo López Rojas, Enrique Álvarez Félix y Sergio Jiménez, estos cuatro últimos ya desaparecidos; su interpretación fue premiada con una Diosa de Plata. Es icónica la imagen del Azteca personaje de esa película, en donde estando de pie, las palomas se posan en su cabeza y en sus hombros.
Cuenta en su haber con más de doscientas películas. Ha trabajado con grandes directores como Miguel Littin, Felipe Cazals, Arturo Ripstein y Luis Estrada; también ha laborado con actores de la talla de Damián Alcázar, Ignacio López Tarso y Pedro Armendáriz Jr., entre otros. Su larga carrera artística le ha permitido ser merecedor y galardonado con distintos reconocimientos; uno de los más recientes fue en 2014, en la entrega 56° del Ariel, donde le fue entregado el Ariel de Oro. Es el segundo actor mexicano con más premios y nominaciones a los Arieles, después de Damián Alcázar, que ocupa el primer lugar.

## Filmografía
| Año  | Título                      | Papel                                | Notas                                                                                            | Director                                                                             |
| ---- | --------------------------- | ------------------------------------ | ------------------------------------------------------------------------------------------------ | ------------------------------------------------------------------------------------ |
| 2018 | Por amar sin ley            | Plutarco                             | Invitado                                                                                         | José Alberto Castro                                                                  |
| 2017 | En tierras salvajes         | Abuelo de Itzel                      | Invitado                                                                                         | Salvador Mejía                                                                       |
| 2017 | Mi adorable maldición       | Padre Basilio                        | Actuación especial                                                                               | Ignacio Sada Madero                                                                  |
| 2016 | La candidata                | Lic. De la Garza                     | Actuación especial                                                                               | Giselle González Salgado                                                             |
| 2016 | Hasta que te conocí         | Maestro Juanito                      | Serie biográfica basada en la vida del cantante mexicano Juan Gabriel                            | Álvaro Curiel                                                                        |
| 2015 | Familia Gang                | Alto funcionario                     | Actuación especial                                                                               | Armando Casas                                                                        |
| 2014 | La dictadura perfecta       | Señor humilde                        | Actuación especial, escena eliminada                                                             | Luis Estrada                                                                         |
| 2014 | Jirón de niebla             |                                      |                                                                                                  | Julio César Estrada                                                                  |
| 2012 | Flor de fango               |                                      |                                                                                                  | Guillermo González                                                                   |
| 2012 | El lado oscuro de la noche  |                                      |                                                                                                  | Julio César Estrada                                                                  |
| 2011 | El quinto mandamiento       | Sacerdote José                       |                                                                                                  | Rafael Lara                                                                          |
| 2011 | Un mexicano más             | Don Leodegario                       |                                                                                                  | René Cardona III                                                                     |
| 2010 | De la infancia              |                                      |                                                                                                  | Carlos Herrera                                                                       |
| 2010 | El infierno                 | Don José Reyes / Don Francisco Reyes |                                                                                                  | Luis Estrada                                                                         |
| 2007 | El guapo                    |                                      |                                                                                                  | Marcel Sisniega                                                                      |
| 2006 | Bandidas                    | Brujo                                | Producción estadounidense con guion de Luc Besson, protagonizada por Salma Hayek y Penélope Cruz | Joachim Rønning, Espen Sandberg                                                      |
| 2006 | El carnaval de Sodoma       |                                      |                                                                                                  | Arturo Ripstein                                                                      |
| 2006 | Un mundo maravilloso        | Compadre Filemón                     |                                                                                                  | Luis Estrada                                                                         |
| 2004 | Santos peregrinos           | Don Emiliano                         |                                                                                                  | Juan Carlos Carrrasco                                                                |
| 2002 | El crimen del padre Amaro   | Obispo                               | Ganador del Ariel como Mejor Actor de Cuadro en 2003                                             | Carlos Carrera                                                                       |
| 1999 | La ley de Herodes           | Gobernador Sánchez                   |                                                                                                  | Luis Estrada                                                                         |
| 1998 | El amor de mi vida          | Faustino Valdez                      |                                                                                                  | Walter Doehner                                                                       |
| 1995 | El callejón de los milagros | Don Rutilio                          | Nominado al Ariel como Mejor Actor en 1995                                                       | Jorge Fons                                                                           |
| 1995 | María José                  | Serafín                              |                                                                                                  | Juan Osorio                                                                          |
| 1993 | La loteria                  |                                      |                                                                                                  | Juan Fernando Pérez Gavilán                                                          |
| 1991 | Paty Chula                  | Sr. Gutiérrez                        |                                                                                                  | Francisco Murguia                                                                    |
| 1991 | El Extensionista            | Don Nazario                          |                                                                                                  | Rafael Pérez Gavilán                                                                 |
| 1990 | La fuerza del amor          | Don Torino                           | Actuación antagónica                                                                             | Gonzalo Martínez Ortega                                                              |
| 1990 | Sandino                     | Farabundo Martí                      | Coproducción entre España, Nicaragua, Alemania, Reino Unido e Italia                             | Miguel Littín                                                                        |
| 1989 | Mi segunda madre            | Ignacio "Nacho"                      |                                                                                                  | Juan Osorio                                                                          |
| 1987 | Lo que importa es vivir     | Lázaro                               |                                                                                                  | Luis Alcoriza                                                                        |
| 1987 | Tal como somos              | Marcelo                              |                                                                                                  | Juan Osorio                                                                          |
| 1987 | Mariana, Mariana            | Jardinero                            |                                                                                                  | Alberto Isaac                                                                        |
| 1986 | El padre Gallo              | Padre Gallo                          | Protagonista                                                                                     | Gonzalo Martínez Ortega                                                              |
| 1984 | Historias violentas         |                                      | Cinco cuentos, él protagoniza la "Última Función"                                                | Víctor Saca, Carlos García Agraz, Daniel González Dueñas, Diego López, Gerardo Pardo |
| 1984 | Las Lupitas                 |                                      |                                                                                                  | Rafael Corkidi                                                                       |
| 1983 | Figuras de la Pasión        |                                      |                                                                                                  | Rafael Corkidi                                                                       |
| 1986 | El imperio de la fortuna    | Dionisio Pinzón                      |                                                                                                  | Arturo Ripstein                                                                      |
| 1983 | El Norte                    | Arturo Xuncax                        |                                                                                                  | Gregory Nava                                                                         |
| 1982 | Retrato de una mujer casada | Guillermo Rivas                      |                                                                                                  | Alberto Bojórquez                                                                    |
| 1979 | La víspera                  |                                      |                                                                                                  | Alejandro Pelayo                                                                     |
| 1977 | Maten al león               | Salvador Pereira                     |                                                                                                  | José Estrada                                                                         |
| 1975 | Actas de Marusia            | Crisculo "Medio Juan"                | Premio Ariel en 1976 por Mejor Co-actuación Masculina                                            | Miguel Littín                                                                        |
| 1975 | Canoa                       | Lucas                                |                                                                                                  | Felipe Cazals                                                                        |
| 1975 | Cadena perpetua             |                                      |                                                                                                  | Arturo Ripstein                                                                      |
| 1974 | Auandar Anapu               |                                      | Filme con sexo explícito, y que hasta la fecha mantiene un fuerte cerco de censura.              | Rafael Corkidi                                                                       |
| 1974 | Tívoli                      | Ingeniero Reginaldo                  |                                                                                                  | Alberto Isaac                                                                        |
| 1973 | Aquellos años               |                                      |                                                                                                  | Felipe Cazals                                                                        |
| 1972 | Los cacos                   |                                      |                                                                                                  |                                                                                      |
| 1971 | Para servir a usted         | Sin créditos.                        |                                                                                                  | José Estrada                                                                         |
| 1971 | Tacos al carbón             | Chintololo                           | Estrenada el 8 de junio de 1972                                                                  | Alejandro Galindo                                                                    |
| 1971 | Siempre hay una primera vez | Hilario                              | Episodio "Rosa", dirigido por José Estrada                                                       | José Estrada, Guillermo Murray, Mauricio Walerstein                                  |
| 1970 | Emiliano Zapata             |                                      |                                                                                                  | Felipe Cazals                                                                        |
| 1969 | El águila descalza          | Trabajador de factoría               |                                                                                                  | Alfonso Arau                                                                         |
| 1967 | Los caifanes                |                                      | "El Azteca"                                                                                      | Juan Ibáñez                                                                          |

## Premios y reconocimientos
- Ariel de Plata como Mejor Actor en 1987 por El imperio de la fortuna.
- Ariel de Plata como Mejor Actor en 1979 por La vispera.
- Ariel de Plata como Mejor Co-actuación Masculina en 1975 por Cadena Perpetua.
- Ariel de Plata como Mejor Co-actuación Masculina en 1977 por Maten al león.
- Ariel de Plata como Mejor Co-actuación Masculina en 1976 por Actas de Marusia.
- Ariel de Plata como Mejor Co-actuación Masculina en 1975 por La venida del rey Olmos.
- Premio del Festival de Cine de La Habana como Mejor Actor en 1986 por El imperio de la fortuna
- Concha de Plata como Mejor Actor en 1986 por El imperio de la fortuna.
- Ariel de Plata como Mejor Actor de Cuadro en 2003 por El crimen del padre Amaro.
- Premio TVyNovelas como Mejor primer actor en 1988 por Tal como somos.
- Ariel de Oro, homenaje y reconocimiento a su persona y trayectoria
- Revista Q Reconocimiento de la Revista Q Qué...México por trayectoria[4]

### Nominaciones
- Ariel de Plata como Mejor actor en 1996 por El callejón de los milagros.
- Ariel de Plata como Mejor actor de cuadro en 1996 por Los vuelcos del corazón.
- Premio TVyNovelas como Mejor villano en 1991 por La fuerza del amor.

## Muerte
Ernesto Celedonio Gómez Cruz falleció a los 90 años a causa de Alzheimer.